# 保罗·约翰逊 (作家)
保罗·贝德·约翰逊 CBE（Paul Bede Johnson，1928年11月2日—2023年1月12日）是英国记者、通俗历史学家、演说家和作家。虽然其在早期的职业生涯中与政治左派有联系，但他现在是一个保守的大众历史学家。
约翰逊曾在耶稣会独立学校斯托尼赫斯特學院接受教育。他在20世纪50年代開始崭露头角，成为一名记者，为《新政治家》杂志撰稿，后来又担任编辑。作为一个多产的作家，约翰逊写了40多本书，并为许多杂志和报纸撰稿。